# Electroshock (chanson)
Singles de 3OH!3
Holler Till You Pass Out
(2006) Don't Trust Me
(2009)
Pistes de 3OH!3
Holler Till You Pass Out Chokechain
Electroshock est une chanson du groupe américain 3OH!3. Elle a été publiée le 4 février 2008 en tant que second single issu de leur premier album studio éponyme, 3OH!3. La chanson est surtout connue grâce à son clip plutôt humoristique et à sa « différence » en comparaison avec les autres pistes de l'album.

## Clip
Le clip a été filmé par Isaac Ravishankara en janvier 2008 et a été dévoilé en même temps que le single soit le 4 février 2008, titré « ELECTROSHOCK! » via la chaîne officielle du groupe sur YouTube . La vidéo a tout de même été soumise à une limite d'âge conformément au règlement de la communauté de YouTube. Le clip a été tourné dans une chambre d'hôpital dans laquelle Sean semble être très malade. Nat est nerveux et marche sans arrêt dans la pièce. Lorsque la chanson commence, Sean se met à chanter et Nat semble s'en réjouir. Une autre scène montrant Sean, cette fois ci sans Nat, se bagarrant dans une pièce sombre peut être vue dans la vidéo. Dans cette scène, une personne est déguisée en cigarette géante pendant que Sean, lui est déguisé en cœur humain. Ceci laisserait donc penser que Sean serait « malade » à cause du tabac. Après que Sean se soit réveillé, tous les docteurs de l'hôpital viennent dans cette pièce et une scène de danse débute. Ensuite, nous pouvons voir Nat commencer à opérer lui-même Sean. Cette scène reprend le concept du jeu Docteur Maboul car Nat extrait plusieurs objets inutiles du corps de Sean, dont une banane. Par la suite, nous revenons vers la scène des costumes, où Nat arrive dans un costume de main. Il observe la cigarette attaquer le cœur de Sean. Il se met ensuite à se battre contre la cigarette qui se défend aussi. Dans la scène de l'opération, Nat est montré en train d'extraire une cigarette. On peut donc en conclure que la scène des costumes se déroulait actuellement à l'intérieur du corps de Sean.